# Barry Miles
Barry Miles, o "Miles" (Cirencester, 1943), es un escritor inglés conocido por sus ensayos y escritos de temas relacionados con la cultura underground los años 60s de Londres. Es autor de numerosos libros y su trabajo ha aparecido en The Guardián.

## Trabajos
- Miles and Pearce Marchbank, The Illustrated Rock Almanac (1977), Paddington Press
- Bob Dylan (1978), Big O Publishing
- Bob Dylan in His Own Words (1978), edited by Pearce Marchbank, Omnibus Press
- Beatles in Their Own Words (1978, compiler), edited by Pearce Marchbank, Omnibus Press
- Bowie in His Own Words (1980, compiler), Omnibus Press
- John Lennon in His Own Words  (1980, compiler), Omnibus Press
- David Bowie Black Book (1980), Omnibus Press
- Pink Floyd: A Visual Documentary. Omnibus Press. 1980. ISBN 978-0-8256-3948-7.
- Pink Floyd: A Visual Documentary (1981 revised edition, and 1988 as 21st anniversary edition), Omnibus Press
- The Beatles: An Illustrated Discography (1981), Omnibus Press
- The Jam (1981), Omnibus Press
- The Pretenders (1981), Omnibus Press
- The Ramones: An Illustrated Biography (1981), Omnibus Press
- Talking Heads (1981), Omnibus Press
- Miles, and Tobler, John (1981). The Clash. Omnibus Press.
- Pink Floyd: The Illustrated Discography (1981), Omnibus Press
- The Rolling Stones: An Illustrated Discography. Omnibus Press. 1982. ISBN 978-0-86001-762-2.
- Mick Jagger in His Own Words (1982, compiler), Omnibus Press
- Tobler, John, and Miles (1983). The Clash: A Visual Documentary. Omnibus Press.
- Miles, and Charlesworth, Chris (1984). David Bowie Black Book. Omnibus Press. ISBN 978-0-86001-808-7.
- Pink Floyd: Another Brick: The Illustrated Pink Floyd Story (1984), Omnibus Press
- The Police: A Visual Documentary. Omnibus Press. 1984. ISBN 978-0-86001-801-8.
- Miles, and Charlesworth, Chris. (1988). David Bowie Black Book: The Illustrated Biography.
- Ginsberg: A Biography. Viking. 1989. ISBN 978-0-670-82683-4.
- Miles, Tobler, John, and Pachy, Mal (1992). The Clash: The New Visual Documentary. Omnibus Press.
- William Burroughs: El Hombre Invisible: A Portrait. Hyperion. 1993. ISBN 978-1-56282-848-6.
- Frank Zappa in His Own Words (1993, compiler), Omnibus Press
- Frank Zappa: A Visual Documentary (1993), Omnibus Press
- The Rolling Stones: A Visual Documentary (1994), Omnibus Press
- Miles, and Mabbett, Andy (1994). Pink Floyd: A Visual Documentary. ISBN 0-7119-4109-2.
- William S. Burroughs. Head Farm - Edition Kelln. 1994. ISBN 978-3-933444-11-0.
- Many Years From Now. Vintage-Random House. 1997. ISBN 0-7493-8658-4.
- The Beatles: A Diary: An Intimate Day by Day History. Omnibus Press. 1998. ISBN 978-0-7119-6315-3.
- Jack Kerouac: King of the Beats: A Portrait. Grove Press. 2001.
- The Beat Hotel: Ginsberg, Burroughs, and Corso in Paris, 1958-1963. Grove Press. 2001. ISBN 978-0-8021-3817-0.
- In the Sixties. Pimlico. 2003. ISBN 978-0-7126-8998-4.
- Hippie. Cassell. 2004. ISBN 1-84403-269-8.
- Zappa: A Biography. Grove Press. 2005. ISBN 978-0-8021-4215-3.
- Charles Bukowski. Virgin. 2005. ISBN 978-1-85227-271-5.
- The Beat Collection. Virgin. 2005. ISBN 978-1-85227-264-7.
- Miles, Barry (2008). Peace: 50 Years of Protest, 1958-2008. Anova Books. ISBN 978-1-84340-457-6.
- The British Invasion: The Music, the Times, the Era. Sterling. 2009. ISBN 978-1-4027-6976-4.
- London Calling: A Countercultural History of London Since 1945. Atlantic Books. 2010. ISBN 978-1-84354-613-9.
- In the Seventies: Adventures in the counterculture. Serpent's Tail. 2011. ISBN 978-1-84668-690-0.
- William S. Burroughs: A Life. Weidenfeld & Nicolson. 2014. ISBN 978-0-2978-6725-8.